# ۷۱ نفر در آتش
۷۱ نفر در آتش (انگلیسی: 71: Into the Fire؛‏ کره‌ای: 포화 속으로) یک فیلم درام جنگی محصول سال ۲۰۱۰ کره جنوبی به کارگردانی لی جه هان و با بازی چا سونگ وون، کوان سانگ وو، تی.او.پی و کیم سونگ وواست. این فیلم برای بزرگداشت کسانی که در جنگ کره جنگیدند، ساخته شده است. این فیلم داستان یک گروه ۷۱ نفره از سربازان داوطلب دانش آموز را روایت می‌کند.

## بازیگران
- چا سونگ وون در نقش پارک مو رانگ
- کوان سانگ وو در نقش کو کاپ جو
- تی.او.پی در نقش اوه جانگ بوم
- کیم سونگ وو در نقش کانگ سوک ده
- پارک جین هی در نقش پرستار
- رونالد جی. رومن در نقش جان اچ. چرچ
- کیم سونگ ریونگ در نقش مادر جانگ بوم
- یوم هه ران در نقش پرستار